# Валя-луй-Даріє
Валя-луй-Даріє (рум. Valea lui Darie) — село у повіті Васлуй в Румунії. Входить до складу комуни Рошієшть.
Село розташоване на відстані 265 км на північний схід від Бухареста, 26 км на південний схід від Васлуя, 83 км на південь від Ясс, 114 км на північ від Галаца.

## Населення
За даними перепису населення 2002 року у селі проживали 700 осіб, усі — румуни. Усі жителі села рідною мовою назвали румунську.